# Horacio Osvaldo Domingorena
Horacio Osvaldo Domingorena (Gualeguaychú, 23 de febrero de 1920-22 de agosto de 2015) fue un político, abogado y docente argentino, que se desempeñó en dos oportunidades como diputado nacional por la provincia de Entre Ríos. Por otro lado, durante la presidencia de Raúl Alfonsín, se desempeñó como presidente de Aerolíneas Argentinas.

## Biografía
Nació en Gualeguaychú (provincia de Entre Ríos) en 1920. Su segundo nombre fue puesto en homenaje al político entrerriano Osvaldo Magnasco, quien falleció en el año de su nacimiento. Estudió en el Colegio Nacional Luis Clavarino, del que se egresó en 1938, de donde obtuvo el título de maestro normalista. De esta forma, comenzó su carrera docente dando clases en diversas escuelas de su ciudad natal como maestro de primaria. Militante de la Unión Cívica Radical, para fines de la década de 1950, ya había sido elegido como concejal de Gualeguaychú. En 1958 fue electo por primera vez como diputado nacional, siendo reelecto para el cargo en 1963. Perteneció a la Unión Cívica Radical Intransigente, por lo que apoyó a Arturo Frondizi.
Su actuación como diputado nacional es recordada por ser el impulsor de la ley 14.557, sancionada en 1958, la cual permitió que las universidades privadas en Argentina pudiesen otorgar títulos habilitantes. La ley, causante de enormes debates en la sociedad argentina bajo el dilema Laica o libre, derivó en la creación de decenas de universidades privadas en la Argentina. Desde entonces, dada su férrea defensa de la educación privada bajo la libertad de enseñanza, aquella norma es conocida como Ley Domingorena. También impulsó la creación del parque nacional El Palmar, como también de diversas escuelas en su provincia, como la Colegio Nacional de Villa Elisa y la Escuela Normal República Oriental del Uruguay en Colón. Fue el impulsor del puente Zárate-Brazo Largo a través de una ley que impulsó la licitación para la construcción del mismo.
Durante la presidencia de Raúl Alfonsín, fue designado al frente de Aerolíneas Argentinas, cargo que desempeñó entre 1983 y 1988. Su gestión al frente de la empresa estatal estuvo marcada por un paro de pilotos en julio de 1986. El conflicto había comenzado cuando se planteó la necesidad de privatizar la empresa dada la cantidad de deudas que había contraído desde el gobierno militar, además de señalarse la antigüedad de la flota de aviones, que no permitía cubrir las obligaciones de la aerolínea. Como los pilotos se negaron a acatar medidas de conciliación obligatoria y a seguir negociando, Domingorena tomó la decisión de despedir a todos los pilotos. Sin embargo, tras diversas soluciones temporales adoptadas para seguir operando, como la ayuda de la Fuerza Aérea Argentina y la contratación de instructores de pilotos estadounidenses, se logró llegar a un acuerdo para reincorporar a todos.
Renunció al cargo en agosto de 1988, al oponerse a la cesión del 40% de las acciones de la empresa estatal a la aerolínea Scandinavian Airlines System, impulsada por el ministro de Obras y Servicios Públicos Rodolfo Terragno y que iba a presentarse en el Congreso de la Nación para su aprobación. Fue sucedido por un miembro del directorio, Eduardo González del Solar, designado por Terragno.
Falleció en agosto de 2015.